# 광주교육대학교 본관
광주교육대학교 본관은 광주광역시 북구 풍향동, 광주교육대학교에 있는 일제강점기의 건축물이다. 2004년 9월 4일 대한민국의 국가등록문화재 제97호로 지정되었다.

## 개요
1939년 건립된 이 건물은 광주사범학교 강의실로 사용하기 위해 지은 것이다. 지금은 광주교육대학교 본관으로 사용되고 있으며, 대학 안에서 가장 오래된 건물이다. 붉은 벽돌의 2층 건물로 현관이 돌출되어 있고 전면 중앙 부분에 박공지붕이 솟아 있으며, 전체적으로 좌우 대칭의 균형미를 보여준다. 특히 중앙 현관 위쪽의 둥근 아치 모양의 채광창과 이를 받치고 있는 반원형 구는 이 건물의 중심 요소이다.

## 같이 보기
- 광주교육대학교

## 참고 자료
- 광주교육대학교 본관 - 국가유산청 국가유산포털